# Crónica de Manasés

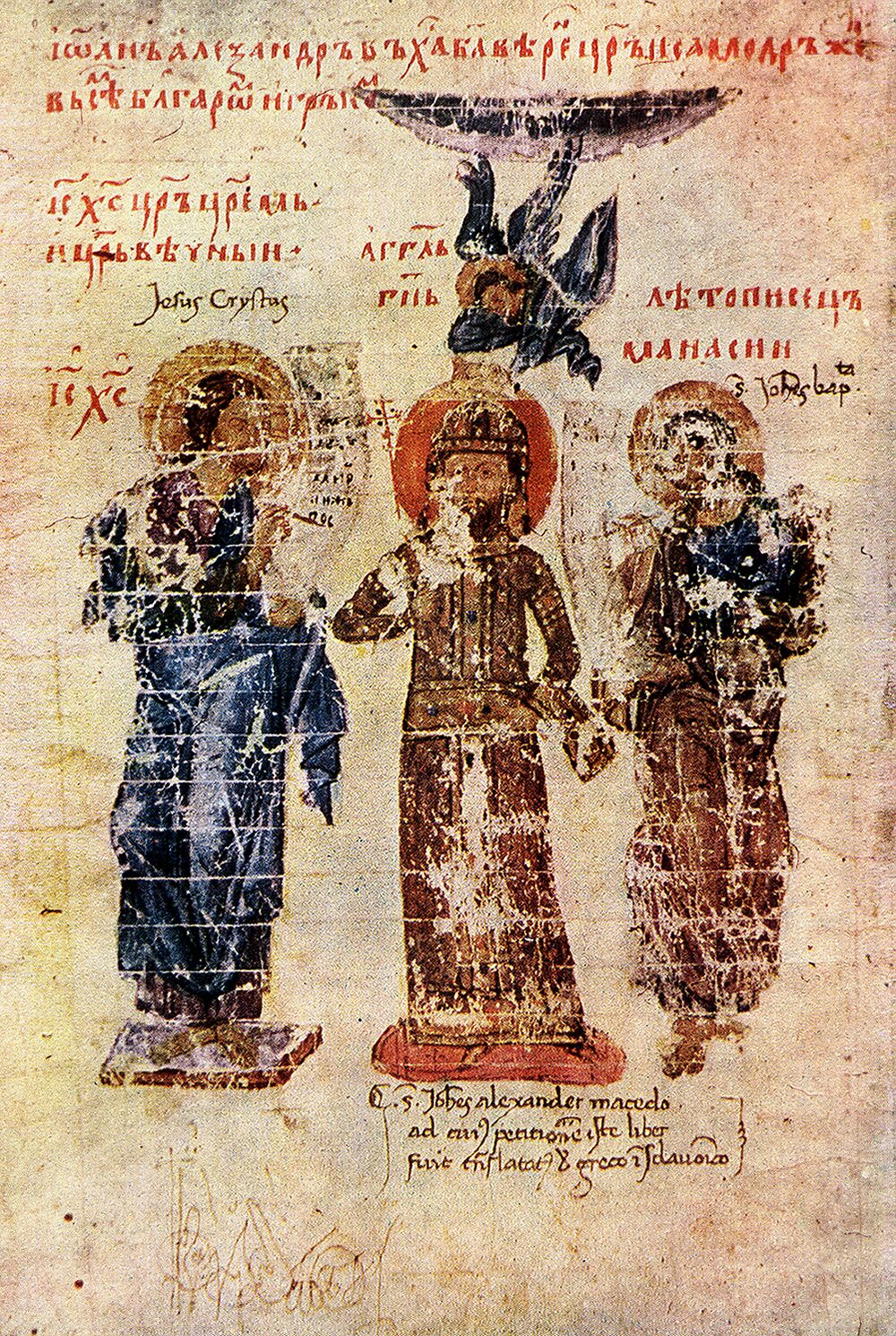
Constantino Manasés, Iván Alejandro y Jesucristo. Miniatura de la crónica de Manasés.

La Crónica de Manasés (en búlgaro: Манасиевата хроника) es la traducción en búlgaro medieval de la crónica del escritor bizantino Constantino Manasés. El texto original está escrito en poesía y consta de 6733 versos. Cubre eventos desde la creación del mundo hasta la década de gobierno del emperador bizantino Alejo I Comneno (reino entre 1081 y 1118). La Crónica fue escrita por petición de Irene, la esposa del sebastocrátor Andrónico Comneno, hermano del emperador Manuel I Comneno. La traducción fue hecha en el período de 1345 y 1347, por orden del zar Iván Alejandro (reino entre 1331 y 1371), y cuenta con 19 adiciones, relacionados con la historia de Bulgaria. Actualmente se conservan cinco copias.

## Copias conocidas
- Copia de Moscú

La copia de Moscú es la más antigua que existe de la Crónica de Manasés, ya que fue escrita alrededor de 1345. Fue escrito en búlgaro e incluido en el Codex del Sacerdote Felipe. Actualmente se encuentra en el Museo Estatal de Historia de Moscú.
- Copia del Vaticano

Esta copia consta de 206 páginas de pergamino. Es la única copia, con un total de 69 miniaturas originales que muestran más de 100 acciones. Una tercera parte de las miniaturas se dedicaron a los acontecimientos de la historia de Bulgaria y Rusia, y las relaciones búlgaro-rusas y búlgaro-bizantinas. Los dos tercios restantes son de la actualmente perdida Sinopsis histórica bizantina. Se cree que la copia del Vaticano fue hecha en la escuela artística de Tarnovo y probablemente provenga del original, hecha por orden del zar Iván Alejandro en el siglo XIV. Esta copia se encuentra actualmente en la Biblioteca Vaticana como Codex Vaticanus Slavicus 2.
- Copia de Tulcea

La copia de Tulcea (el nombre de la ciudad rumana de Tulcea) está escrito en búlgaro y data del siglo XVI o XVII. Esta copia se encuentra en la colección de manuscritos de la Academia Rumana de Ciencias.
- Copia de Hilandar

La copia de Hilandar data de 1510 y fue escrito en serbio. Actualmente se conserva en el monasterio de Hilandar en el Estado Monástico Autónomo del Monte Athos en Grecia.
- Copia de Nóvgorod

La copia de Nóvgorod data del siglo XV, y también fue escrito en serbio. Actualmente se encuentra en San Petersburgo.